# Cochin Shipyard Limited

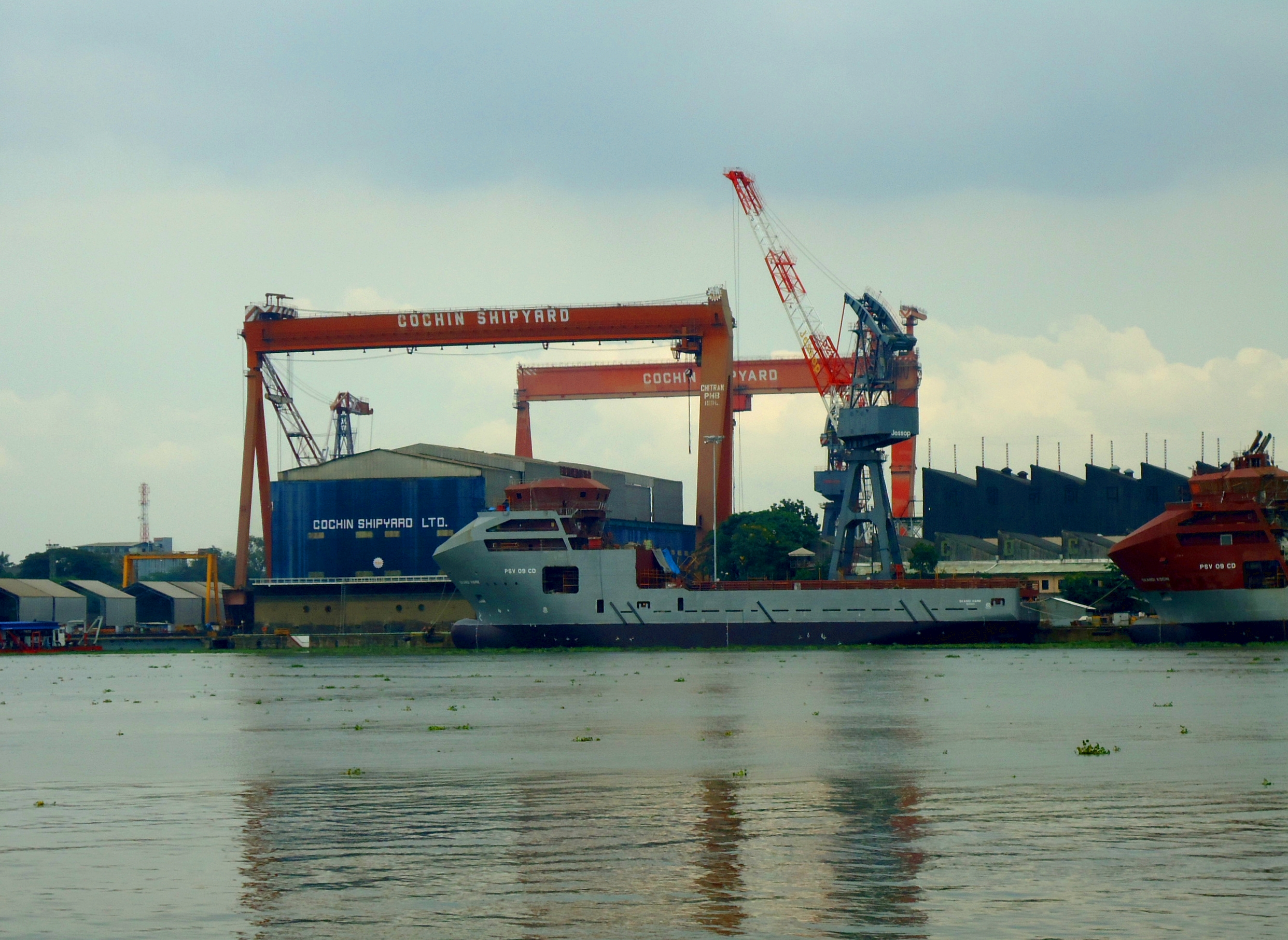
Grúas del Puerto

Cochin Shipyard Limited (CSL) es el astillero más grande de construcción y mantenimiento naval en la India. Es parte de una línea de instalaciones marítimas relacionadas en el puerto de la ciudad de Cochín, en el estado de Kerala, India.
Entre los servicios prestados por los astilleros está la construcción de buques de suministro de plataformas y petroleros de doble casco. Actualmente se está construyendo el primer portaaviones  para la Armada India.
El astillero Cochin fue incorporado en 1972 como una empresa del gobierno de la India. La primera fase de las instalaciones entró en funcionamiento en 1982. El patio cuenta con instalaciones para construir buques de hasta 1,1 millones de toneladas y reparar buques de hasta 1,25 millones de toneladas, lo que la convierte en la mayor instalación de ese tipo en la India. En agosto de 2012, el gobierno de la India anunció planes de desinversión para obtener capital de 1.500 millones de rupias para una mayor expansión a través de una oferta pública inicial hacia el final del año fiscal.